# Ubberud Idrætsforening
Ubberud IF er en dansk idrætsforening hjemmehørende i Store Ubberud mellem Blommenslyst og Ejlstrup vest for Odense på Fyn. Foreningen har hold indenfor badminton, fodbold, volleyball, petanque og gymnastik.
Fodboldholdene spiller sine hjemmekampe på Ubberud Stadion.

## Historie
I midten af 1920'erne blev Ubberud Boldklub oprettet, hvor kampene foregik på en mark ved siden af den nuværende præstegård. På grund af spillermangel lukkede boldklubben dog i 1939.
Idrætsforeningen blev dannet 18. april 1945 og slog sig i 1948 sammen med Ubberud Gymnastikforening og voksede derefter med et stigende antal sportsgrene. Efterhånden har fodboldafdelingen omkring 300 medlemmer jævnt fordelt på ungdom og senior, men lidt mere ujævnt fordelt på kønnene.